# Grythyttans socken
Grythyttans socken i Västmanland ingick i Grythytte och Hällefors bergslag och området ingår sedan 1971 i Hällefors kommun i Örebro län och motsvarar från 2016 Grythyttans distrikt.
Socknens areal är 447,43 kvadratkilometer, varav 352,70 land. År 2000 fanns här 1 735 invånare. Orten Loka med Loka brunn samt tätorten och kyrkbyn Grythyttan med sockenkyrkan Grythyttans kyrka ligger i socknen. 

## Administrativ historik

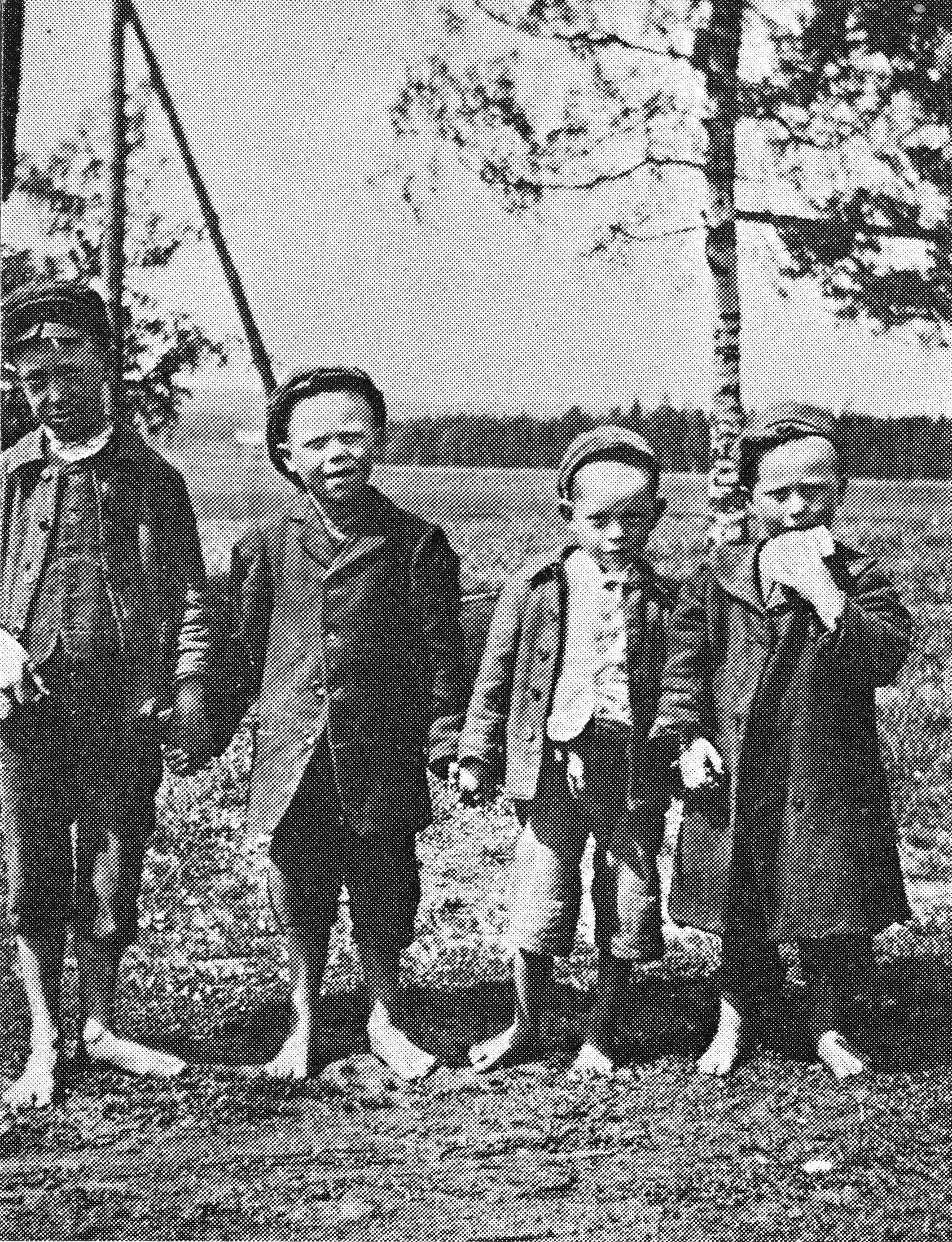
Fattighjon i Jeppetorp, Grythyttan 1913

Grythyttans socken inrättades år 1633 av områden från Noraskoga socken, Karlskoga socken och Färnebo socken. Området fick bergsprivilegier år 1641 och avsikten var att en stad med namnet Grythem också skulle grundas på platsen för Grythyttan, som redan tidigt hade stadslika strukturer. Stadsprivilegier utfärdades också 1641, 1649 och 1660, men någon stad blev aldrig etablerad.
Hällefors socken bröts ut ur socknen 1644.
Vid kommunreformen 1862 övergick socknens ansvar för de kyrkliga frågorna till Grythyttans församling och för de borgerliga frågorna till Grythyttans landskommun. Landskommunen inkorporerades 1967 i Hällefors köping som 1971 ombildades till Hällefors kommun.
1 januari 2016 inrättades distriktet Grythyttan, med samma omfattning som församlingen hade 1999/2000.
Socknen har tillhört fögderier, tingslag och domsagor enligt vad som beskrivs i artikeln Grythytte och Hällefors bergslag.

## Geografi
Grythyttans socken ligger norr om Karlskoga kring Svartälven och sjöarna Torrvarpen, Söderälgen och Halvarsnoren. Socknen har odlingsbygd utmed vattendragen och är i övrigt en sjörik skogsbygd med höjder som i nordväst når 369 meter över havet.
I Grythyttan har en hytta troligtvis funnits sedan 1400-talet och malmfyndigheter av bland annat silver gjorde att bergsbruket växte fram på flera platser i bygden, bland annat i Saxhyttan, Älvestorp, Kärvingeborn och Rockesholm.

## Fornlämningar
Från stenåldern är boplatser funna, liksom gravrösen och stensättningar. Slagg från lågteknisk järnframställning har påträffats.

## Namnet
Namnet (1539 Grytehytta) kommer från kyrkbyn som i sin tur kommer från en hytta. Förleden antas innehålla gryta för järngryta, syftande på vad hyttan framställde.

## Befolkningsutveckling
| Befolkningsutvecklingen i Grythyttans socken 1760–2000                                                  | Befolkningsutvecklingen i Grythyttans socken 1760–2000 | Befolkningsutvecklingen i Grythyttans socken 1760–2000 | Befolkningsutvecklingen i Grythyttans socken 1760–2000 | Befolkningsutvecklingen i Grythyttans socken 1760–2000 |
| --- | ------------------------------------------------------ | ------------------------------------------------------ | ------------------------------------------------------ | ------------------------------------------------------ |
| |                                                        |                                                        |                                                        |                                                        |
| År |                                                        |                                                        | Folkmängd                                              |                                                        |
| 1760 | 1760                                                   |                                                        | 2 794                                                  |                                                        |
| 1769 | 1769                                                   |                                                        | 2 769                                                  |                                                        |
| 1780 | 1780                                                   |                                                        | 2 533                                                  |                                                        |
| 1790 | 1790                                                   |                                                        | 2 654                                                  |                                                        |
| 1800 | 1800                                                   |                                                        | 2 803                                                  |                                                        |
| 1810 | 1810                                                   |                                                        | 2 800                                                  |                                                        |
| 1820 | 1820                                                   |                                                        | 2 902                                                  |                                                        |
| 1830 | 1830                                                   |                                                        | 3 230                                                  |                                                        |
| 1840 | 1840                                                   |                                                        | 3 454                                                  |                                                        |
| 1850 | 1850                                                   |                                                        | 3 877                                                  |                                                        |
| 1860 | 1860                                                   |                                                        | 4 231                                                  |                                                        |
| 1870 | 1870                                                   |                                                        | 4 366                                                  |                                                        |
| 1880 | 1880                                                   |                                                        | 4 948                                                  |                                                        |
| 1890 | 1890                                                   |                                                        | 4 857                                                  |                                                        |
| 1900 | 1900                                                   |                                                        | 4 567                                                  |                                                        |
| 1910 | 1910                                                   |                                                        | 3 821                                                  |                                                        |
| 1920 | 1920                                                   |                                                        | 3 638                                                  |                                                        |
| 1930 | 1930                                                   |                                                        | 3 443                                                  |                                                        |
| 1940 | 1940                                                   |                                                        | 3 117                                                  |                                                        |
| 1950 | 1950                                                   |                                                        | 2 876                                                  |                                                        |
| 1960 | 1960                                                   |                                                        | 2 950                                                  |                                                        |
| 1970 | 1970                                                   |                                                        | 2 267                                                  |                                                        |
| 1980 | 1980                                                   |                                                        | 1 883                                                  |                                                        |
| 1990 | 1990                                                   |                                                        | 1 831                                                  |                                                        |
| 2000 | 2000                                                   |                                                        | 1 735                                                  |                                                        |
| Anm: Källor: Umeå universitet - Tabellverket 1749-1859, Demografiska databasen, CEDAR, Umeå universitet |                                                        |                                                        |                                                        |                                                        |